# HSK Academia Zagreb
Hrvatski sveučilišni klub Academia bio je hrvatski sportski klub iz Zagreba.
Kao i HAŠK, bio je klub studenata Sveučilišta Franje Josipa I. u Zagrebu.
Klupska zadaća bila je »vježbanje u literarnim predavanjima, promicanje raznih športova, kao mačevanja, plivanja, nogometa te turistike«.
Članovi kluba primarno su se bavili mačevanjem. Treći je po redu nogometni klub osnovan u Zagrebu, nakon PNIŠK-a i HAŠK-a. Nosili su crno-bijelo-crni kuler (traku) sa zlatnim obrubom i grb sa svojim nadimkom.

## Povijest
Osnovan je 18. studenog 1903. pod imenom Hrvatski akademski klub Styx. Dobio je ime po istoimenoj rijeci iz grčke mitologije. Osnivači su bili studenti prava N. Đurđević, Stanko Franck i Janko Švrljuga. Klupska pravila odobrena su 1. svibnja 1904., a promjena imena u Hrvatski sveučilišni klub Academia 8. srpnja 1904.
Klupski članovi nogometom se počinju baviti dvije godine nakon osnutka kluba, no imali su problema sa sastavljanjem momčadi. Od 1907. ima juniorsku momčad koju su činili đaci Gornjogradske gimnazije. Juniori su trenirali s juniorima HAŠK-a na Elipsi. Seniori tih dviju momčadi nikada nisu međusobno igrali, dok su juniori igrali dvaput. Zbog financijskih problema i nedostatka igrališta 1908. vođeni su neuspješni pregovori oko ujedinjenja dvaju klubova.
Klub prestaje djelovati 1909. nakon što je veliki broj studenata napustio zagrebačko sveučilište. Do egzodusa je došlo zato što je ban Pavao Rauch prisilno umirovio profesora književnosti Đuru Šurmina i profesora povijesti Gavru Manojlovića.